# میان‌بال
میان‌بال، روستایی از توابع بخش رودبست شهرستان بابلسر در استان مازندران ایران است.

## جمعیت
این روستا در دهستان خشکرود قرار داشته و براساس آخرین سرشماری مرکز آمار ایران که در سال ۱۳۸۵ صورت گرفته، جمعیت آن ۳۰۴نفر (۷۳خانوار) بوده‌است.